# Districtul Tongguanshan
Districtul Tongguanshan (în chineză simplificată: 铜官山区; chineză tradițională: 銅官山區; pinyin: Tóngguānshān Qū) este un district⁠(d) aflat sub administrarea orașului Tongling⁠(d) din provincia Anhui, Republica Populară Chineză. Are o suprafață totală de 30 km2 și o populație de aproximativ 260.000 de locuitori. Codul poștal al districtului este 244000. A fost fuzionat cu districtul Shizishan pentru a forma districtul Tongguan în octombrie 2015.

## Diviziuni administrative
Districtul Tongguanshan administrează șase străzi. Acestea includ strada Changjianglu, strada Tongguanshan, strada Yangjiashan, strada Shichenglu, strada Saobagou și strada Henggang.